# Maria Radna
Maria Radna (rum.: Maria Radna, ung.: Máriaradna) ist der bedeutendste römisch-katholische Wallfahrtsort des Bistums Timișoara (ungarisch Temesvár, deutsch Temeschburg) und eine päpstliche Basilika in Radna, einem Stadtteil der Kleinstadt Lipova im Kreis Arad im Westen Rumäniens.

## Lage
Radna beziehungsweise Maria Radna liegen 34 Kilometer östlich der Kreishauptstadt Arad am nördlichen Ufer der Mureș. Der Fluss trennt Radna und Maria Radna vom Ortszentrum Lipovas. Von Westen kommend endet bei Radna die Pannonische Tiefebene, und das Hügelland der rumänischen Westkarpaten beginnt. Die vielbefahrene Nationalstraße 7, hier Teil der Europastraße 68, von Südungarn nach Siebenbürgen durchquert den Ort Radna und führt an der Basilika vorbei.

## Geschichte

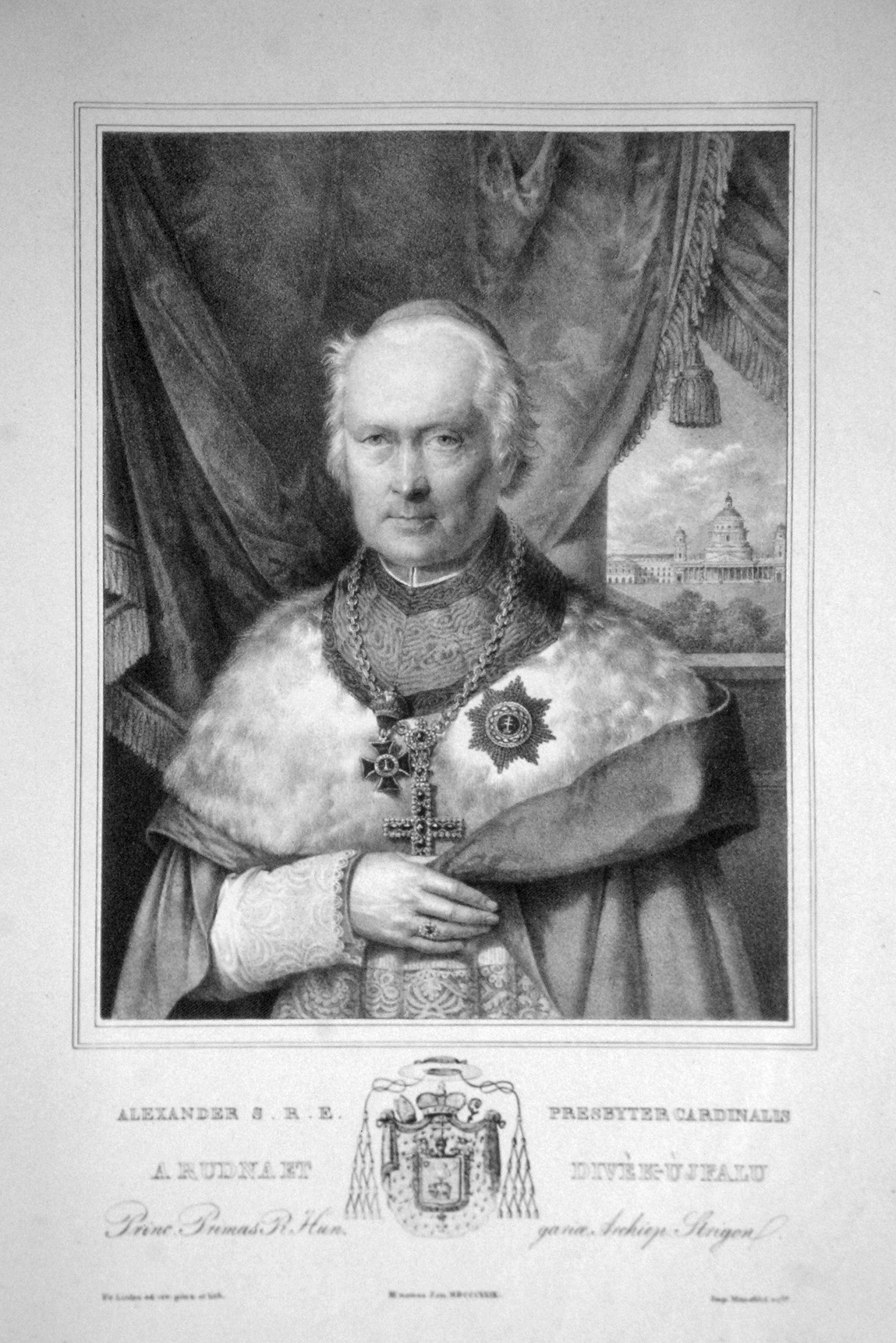
Das Herz von Erzbischof Alexander Rudnay wird im Seitenaltar der Heiligen Mutter Anna aufbewahrt

1440 wurde der Ort Radna erstmals urkundlich erwähnt. 1520 ließ eine fromme Witwe hier eine kleine Kapelle erbauen. Nachdem das Banat 1526 in der Schlacht bei Mohács von den Truppen des Osmanischen Reichs erobert wurde, diente die Kapelle den Gläubigen und den Franziskanerbrüdern, die vor den fremden Kämpfern geflüchtet waren, als Zufluchtsort.
Der Legende nach besaßen die dortigen Franziskaner große Schätze. Deshalb überfielen Janitscharen eines Nachts die Kapelle, zerstörten den Altar und die Bilder und raubten den vergoldeten Kelch. 1668 schenkte der Kaufmann Georg Vričonosa der Kapelle ein auf Papier gedrucktes Marienbild aus dem Atelier des Buchdruckers Remondini aus Bassano del Grappa in Italien. 1695, als die Kirche von osmanischen Truppen niedergebrannt wurde, blieb das Gnadenbild unversehrt. Seither schreiben Gläubige dieser Ikone Wunderkräfte zu.
1709 wurde von Arad aus die erste Wallfahrt nach Maria Radna organisiert. Infolge der Pest versprachen die Bewohner der Stadt Arad, zum Zeichen des Dankes für die Beendigung und Rettung vor der Seuche, die Wallfahrt durchzuführen. 1750 erkannte die Kirche Maria Radna offiziell als Wallfahrtsort an.
Das Kloster wurde 1750 im Barockstil erbaut und in einem feierlichen Gottesdienst anlässlich Mariä Geburt als Wallfahrtsort geweiht. Seither pilgerten Jahr für Jahr an bestimmten Wallfahrtstagen große Gruppen von Gläubigen zu diesem Ort. Die Wallfahrten erfolgten in Form von Prozessionen, zu Fuß oder mit Wagen. Überliefertes Brauchtum regelte die Verabschiedung und Ordnung der Prozession und das Verhalten an Wegkreuzen und bei der Durchfahrt durch Dörfer, sowie die Begrüßung und der Einzug in die Wallfahrtskirche. Die Prozession schloss mit einer Andacht auf dem Kalvarienberg neben der Gnadenkirche.
Von 1757 bis 1767 wurde anstelle der alten Kapelle eine neue Kirche erbaut, die noch heute besteht. 1820 wurden die Arbeiten an der Gnadenkirche zu Maria-Radna beendet. Der Erzbischof Ungarns, Alexander Rudnay von Estergom konsekrierte die Wallfahrtskirche feierlich und bescherte dem Gnadenbild zwei goldene Kronen als Weihgeschenk. Infolge erhielt der Erzbischof den Namenszusatz Rudnay, was so viel wie „von Radna“ bedeutet. Er hinterließ testamentarisch, dass sein Herz nach seinem Ableben in der Marienkapelle bestattet werden sollte. Es wird heute noch im Seiten-Altar der Heiligen Mutter Anna aufbewahrt.

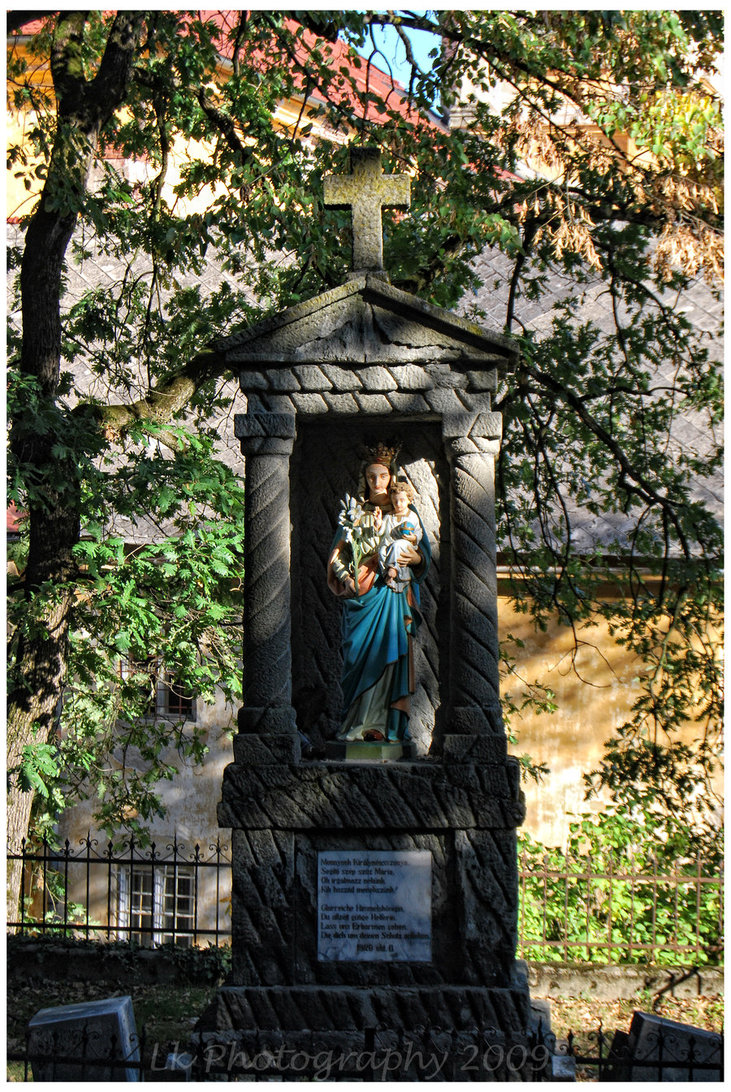
Marienkapelle

1895 entstanden anlässlich der 200-Jahr-Feier der prunkvolle Altar aus Carrara-Marmor und die beiden Marienstatuen. 1905 wurde eine neue Wegenstein-Orgel in der Basilika zu Maria-Radna erbaut. Ab 1868 stand den Pilgern die Bahnstrecke Arad–Alba Iulia zur Verfügung, welche die Anreise deutlich erleichterte, ab 1906 zusätzlich auch noch die Lokalbahn Arad–Podgoria. 1911 wurden die beiden Türme um 30 Meter auf 67 Meter erhöht.
Nach 1918, als das Banat infolge des Vertrags von Trianon dreigeteilt wurde, nahmen die Pilgerzüge aus Ungarn und Jugoslawien nach Maria Radna ab. 1921 rief Bischof Julius Glattfelder zu Maria Himmelfahrt zur Wallfahrt auf, wo er selbst die Predigt hielt. 1925 pilgerten zwischen 15.000 und 18.000 Gläubige nach Maria-Radna. Wegen des großen Interesses wurden die Pilgerzüge der größeren Pfarreien aus logistischen Gründen auf die Sonntage der warmen Jahreszeit verteilt. So wurde zum Beispiel der Wallfahrtstag der Temeswarer Gemeinde auf das Fest der Heiligen Anna gelegt. Der größte Wallfahrtstag war zu Mariä Geburt, an dem bis zu 20.000 Menschen nach Maria Radna pilgerten, wobei Franziskaner aus Deutschland aushalfen. 1928 wurde der Ölberg ausgebaut. Zur Amtszeit von Bischof Augustin Pacha um 1935 erreichte die Zahl der Pilger 73.000 und knüpfte an die Zahlen des vorigen Jahrhunderts an, als Pilger aus allen Ländern der Stefanskrone zu diesem Ort zogen. In den 1930er-Jahren entstand eine Exerzitienstätte für Priester und Lehrer.
Unter der kommunistischen Herrschaft wurden 1948/49 die Orden und Kongregationen der Katholischen Kirche in Rumänien aufgelöst. Durch ein Versehen wurde der Franziskanerorden erst nicht erwähnt. Nach dem 1949 erfolgten Verbot der Orden wurden alle Franziskaner Rumäniens in Maria Radna unter besonders schweren Bedingungen konzentriert. Wallfahrten wurden verboten und Klöster verstaatlicht. In Maria Radna verblieb ein einziger Pater mit zwei Brüdern, im Kloster wurde ein staatliches Altenheim errichtet.
Nach der Rumänischen Revolution von 1989 stiegen die Pilgerzahlen zur Wallfahrt wieder an, was als Folge der neu gewonnenen Freiheit gewertet werden kann.

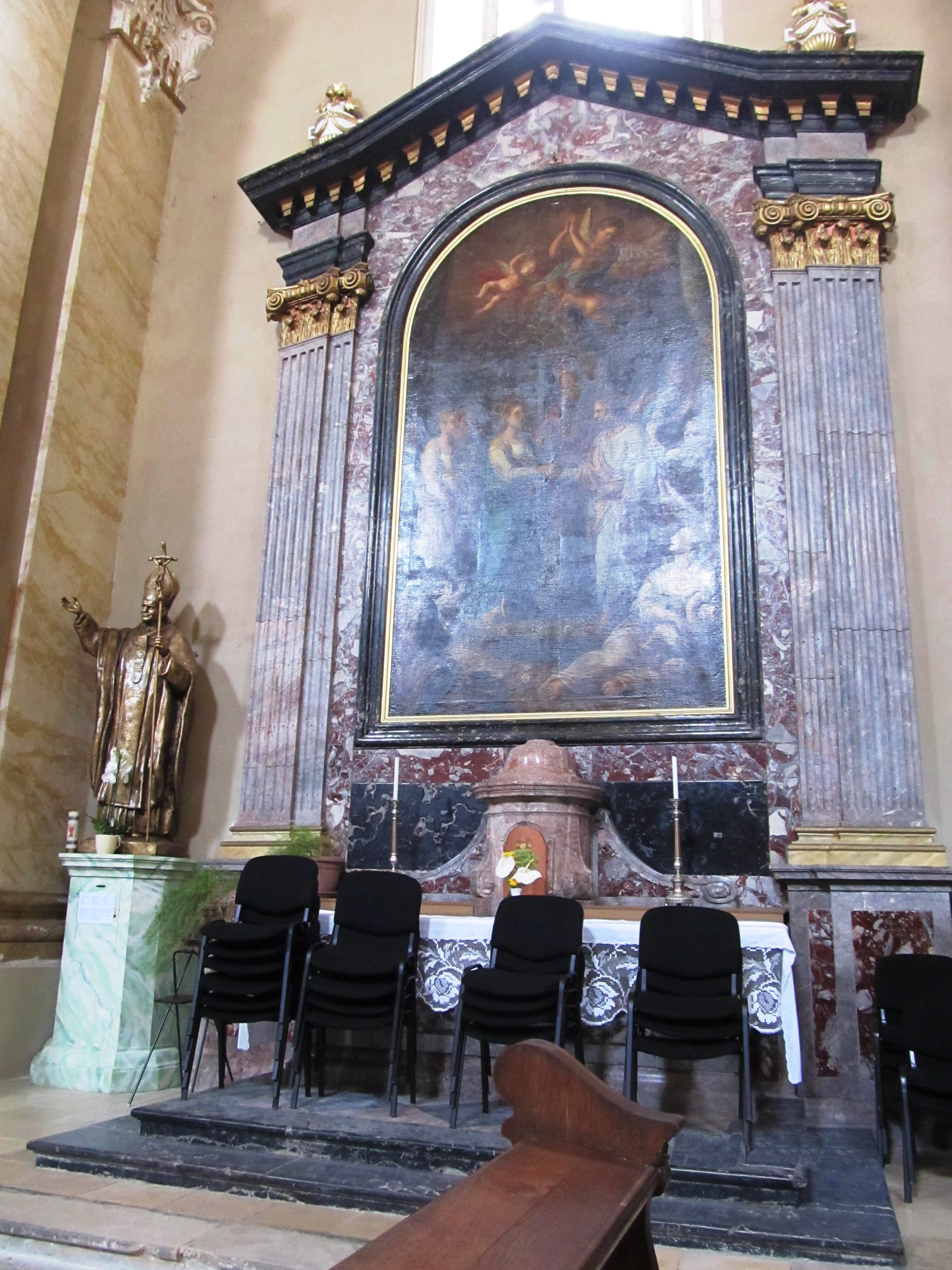
Statue des früheren Papstes Johannes Paul II. neben einem Seitenaltar

1992 verlieh Papst Johannes Paul II. der Wallfahrtskirche Maria Radna den Titel Basilica minor. Zu diesem Anlass schenkte der Titularerzbischof Adalbert Boros, Weihbischof der Temesvárer Diözese, der Basilika einen neuen Altar als Zeichen des Dankes an die Muttergottes von Maria Radna für ihren, der Kirche und der Diözese in den Zeiten der kommunistischen Herrschaft gewährten, Schutz.
2003 verließen die Franziskanerbrüder nach ihrer mehrere Jahrhunderte überdauernden Präsenz das Kloster Maria Radna auf Grund von Mangel an Nachwuchs. Seit dieser Zeit wurde das kirchliche Leben des Wallfahrtsortes dem Diözesanklerus anvertraut. Msgr. Andreas Reinholz, Canonicus Junior des Domkapitels der römisch-katholischen Diözese Temesvár, wurde zum ersten Pfarrer ernannt.

## Beschreibung
Neben der Wallfahrtskirche befindet sich das ehemalige Franziskanerkloster. Vor dem Eingang der Gnadenkirche liegt die 1892 erbaute Marien-Kapelle. Ein 1890 geweihter Kreuzweg führt über 14 Stationen und einer Kanzel auf den Kalvarienberg.

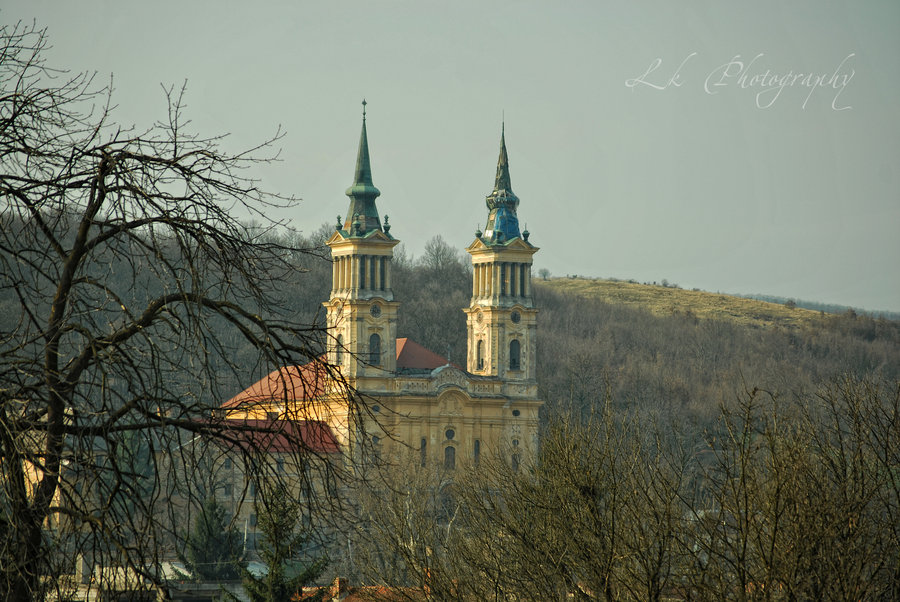
Die Wallfahrtskirche

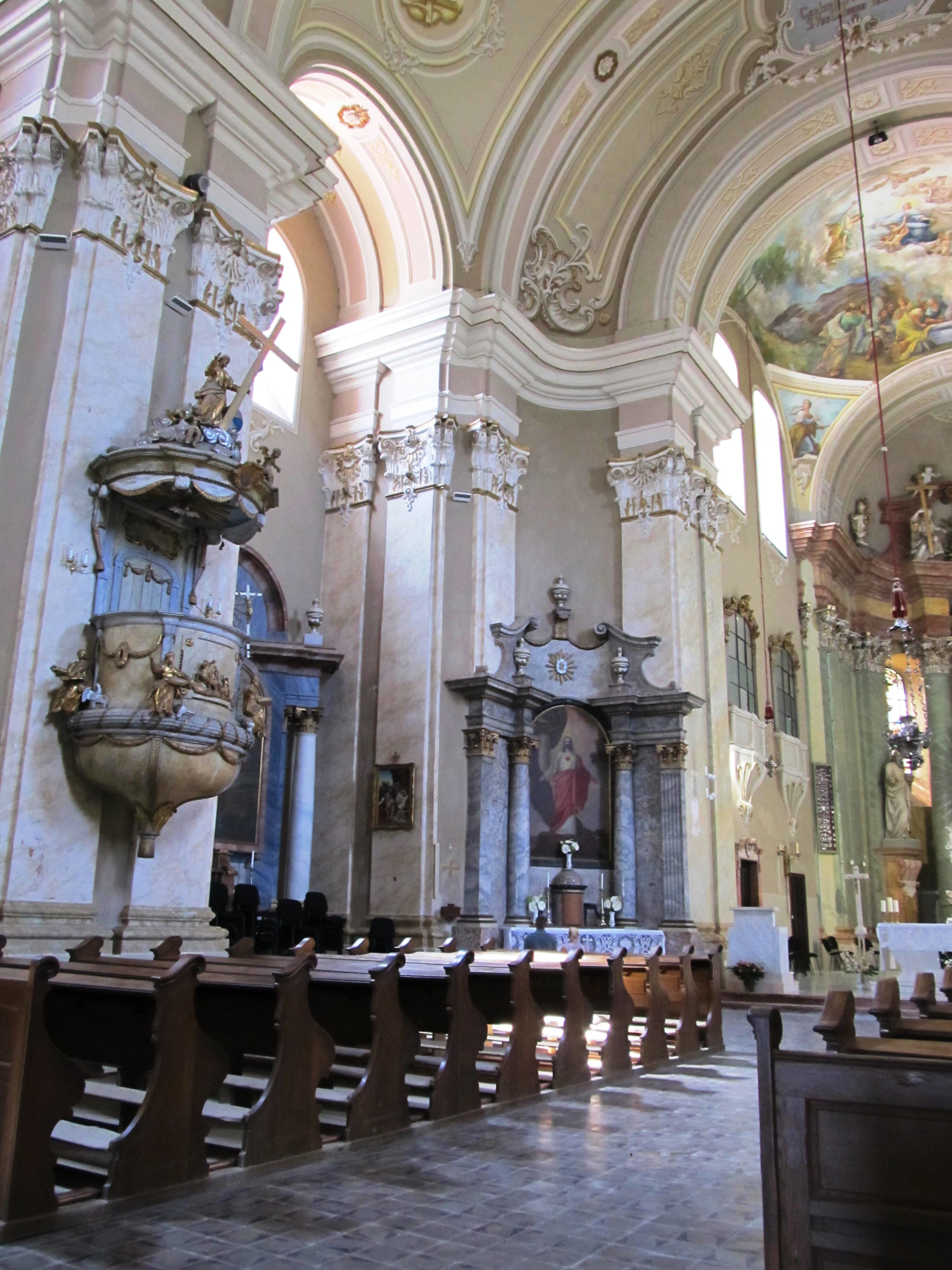
Kanzel der Wallfahrtskirche

### Wallfahrtskirche
Die Wallfahrtskirche Maria-Radna ist eine einschiffige Wandpfeilerkirche mit eingezogenem, langgestrecktem Chor und trapezförmigen Apsiden. Die Länge der Kirche misst 56,2 Meter, die Breite des Schiffes 19,8 Meter, der Altarraum ist 9,3 Meter breit. Die Höhe der Kirche beträgt im Schiff 20,6 Meter. Aufgrund ihres besonderen Standortes, leicht erhöht am nördlichen Flussufer der Marosch gelegen und für den Besucher weithin sichtbar, wurde auf eine kanonische Ostung der Kirche verzichtet. Daher wurde der Chorraum im Westen, die Schauseite im Osten der Anlage errichtet. Der Chorraum ist mit einem Spiegelgewölbe, das Kirchenschiff mit einem Tonnengewölbe ausgestattet. Gurtbögen, die auf massiven Wandpfeilern ruhen, teilen das Langhaus in drei Joche. Die massiven Wandpfeiler besitzen einen quadratischen Grundriss und ragen weit in den Kirchenraum hinein. Sie werden auf drei Seiten mit duplizierten Pilastern geschmückt. Die Pilasterkapitelle wurden besonders aufwendig als korinthische Kapitelle mit reduziertem Laubwerk gestaltet. Über den Kämpfern befindet sich ein stark verkröpftes Gesims. Die zwischen den Wandpfeilern entstandenen Rundnischen dienen zur Aufnahme der Seitenaltäre. Neben dem Himmelfahrtsfresko ist das Gewölbe mit Architekturmalerei ausgestattet. Der Chor wird von je zwei Rundbogenfenstern und einem Ovalfenster in der Apsis beleuchtet. Die Beleuchtung des Langhauses erfolgt durch je drei tief in die Wand eingeschnittene Rundbogenfenster auf den Seitenwänden des Kirchenschiffes. Von der ursprünglich geplanten geschlossenen barocken Ausstattung des Innenraumes wurden nur wenige Stücke realisiert, dazu gehörten die Rahmung des Gnadenbildes, der Hochaltar, die Ampel für das ewige Licht sowie einige Altarblätter, die in den sechziger Jahren des 18. Jahrhunderts entstanden.

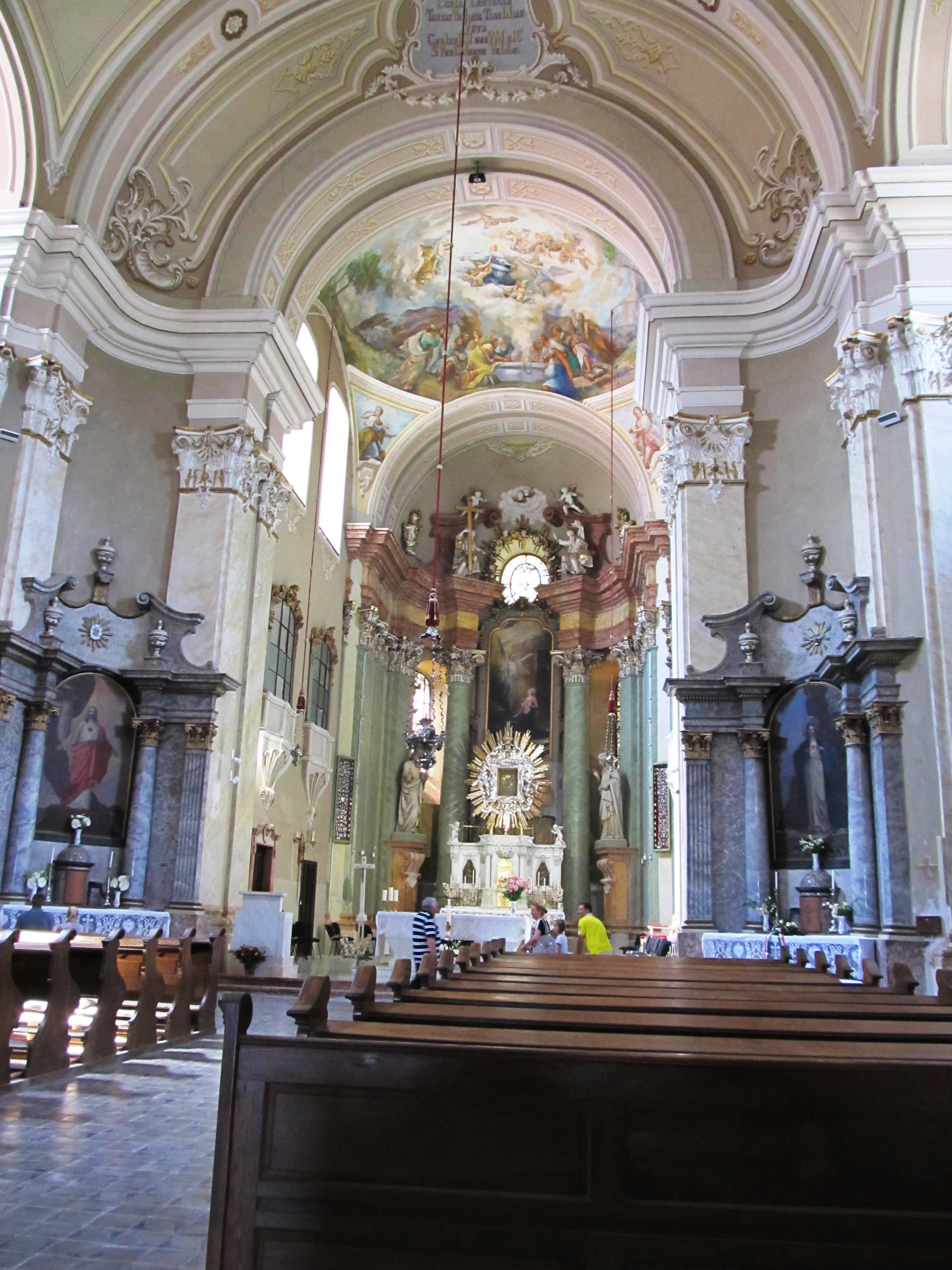
Innenansicht

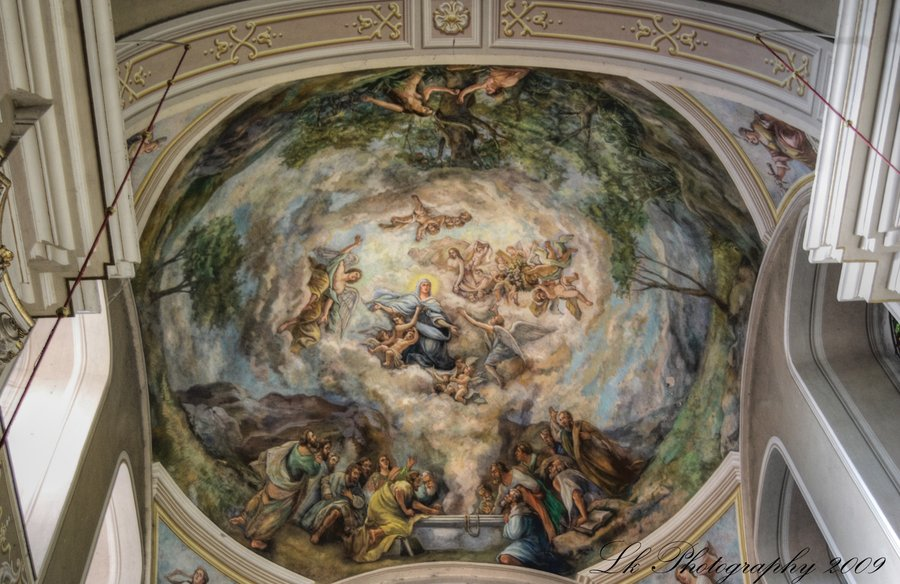
Innenansicht

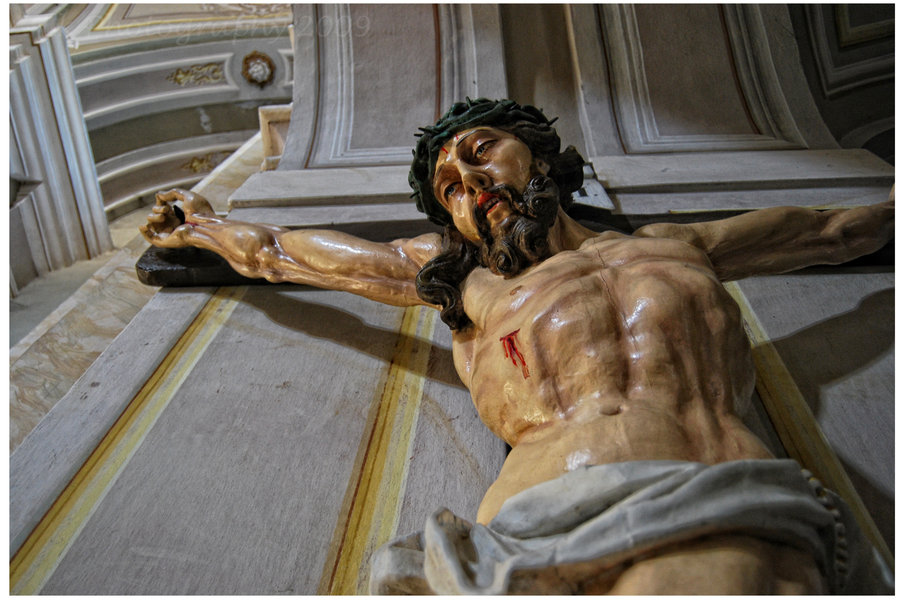
Innenansicht

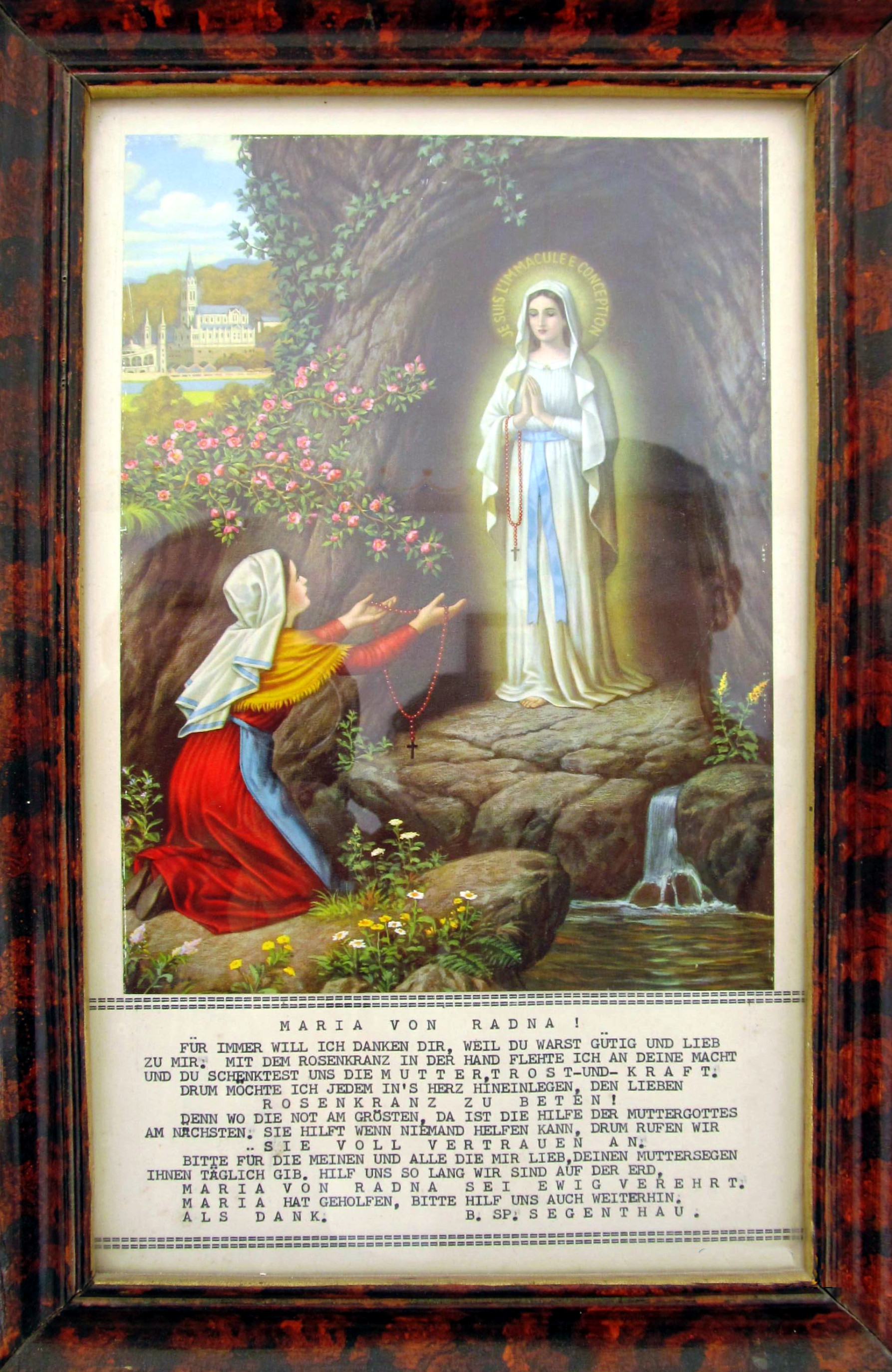
Bild in der Bildergalerie

Durch die Verzögerungen der Bauzeit, aber auch beeinflusst von einem neuen Stilempfinden, präsentiert sich die Frontpartie der Gnadenkirche als eine eigenartige Verschmelzung aus barocken Architekturgliedern und klassizistischem Formenvokabular. Die als Schauseite gestaltete Westwand der Kirche wurde als Doppelturmfassade errichtet. Der Entwurf für diese Fassade kam zustande, nachdem das Kloster mit der Arader Festungsbaugesellschaft einen neuen Vertrag geschlossen hatte und der Fortifikations-Maurermeister Carl Joseph Huber ab 1773 in Radna tätig war. Das Kompositionsschema des Entwurfs zeigt eine Verbindung zwischen einer Doppelturm- und einer Ädikulafassade. Damit zeigt bereits die formale Gliederung der Frontpartie eine enge Verwandtschaft zur Temeswarer Domkirche. Die Mittelpartie wurde in Radna als risalitartige Anlage geplant, die durch duplizierte Säulen vertikal gegliedert und durch eine Dreiecksgiebelverdachung oberhalb des ersten Geschosses abgeschlossen wird. Trotz des sehr breiten Mittelteiles und des sehr hohen Sockelgeschosses wirkt die Fassade schlanker und eleganter als die Temeswarer Ausführung. Dies wird im Wesentlichen durch die deutlich schlankeren Pilaster, die schmalen Fenster mit Dreiecks- beziehungsweise Volutengiebelverdachungen und durch die qualitätsvoll ausgearbeitete Ädikula mit Voluten, Pilastern und bekrönenden Vasen sowie durch das bekrönende Doppelkreuz erreicht. Die Säulenordnung der Mittelpartie zeigt zwar klassizistische Anklänge, in der Gesamtsicht ist die Fassadenlösung aber durchaus noch barocken Traditionen verpflichtet.
Eine Betonung des Mittelteiles erfolgt durch das Rundbogenportal und ein Rundbogenfenster mit darüber liegendem Rundfenster. Dieser Teil wird durch Pilaster seitlich begrenzt. Der gesamte Mittelteil wird an den Kanten mit duplizierten Pilastern und einer Rustikazone abgeschlossen. Diese Rustikazone wird an den Kanten der Fassadengeschosse und an den Kanten der Türme wiederholt. Der Mittelteil wird heute mit einem Segmentgiebel abgeschlossen und nicht mit dem vorgesehenen Dreiecksgiebel.
Die horizontale Gliederung der Fassade erfolgt durch verkröpfte Gesimse. Das untere Gesims teilt die Fassade in zwei Geschosse. Alle Fenster werden mit einfachen Segmentgiebeln verdacht. Den heutigen Abschluss des Mitteltraktes bildet ein balustradenähnlicher Wellengiebel.
Die spätere Balustrade wurde von lebensgroßen Statuen der Heiligen Franziskus von Assisi und Antonius von Padua bekrönt. Diese Figuren sind heute – wie die Statue der Muttergottes – nicht mehr vorhanden. Die Türme, die den Mitteltrakt seitlich flankieren, ragen aus dem Grundriss heraus. Auch sie sind wie der Mitteltrakt mit Pilastern versehen, tragen hier ionische Kapitelle. Über den Rundbogenfenstern befinden sich Wellengiebel. Es wurden einfache helmdachförmige Turmhelme aufgesetzt, die zu Beginn des 20. Jahrhunderts durch ein weiteres Turmgeschoss mit einem Säulenumgang sowie mit spitz und steil aufragenden Turmhelmen ersetzt wurden.

#### Gnadenbild

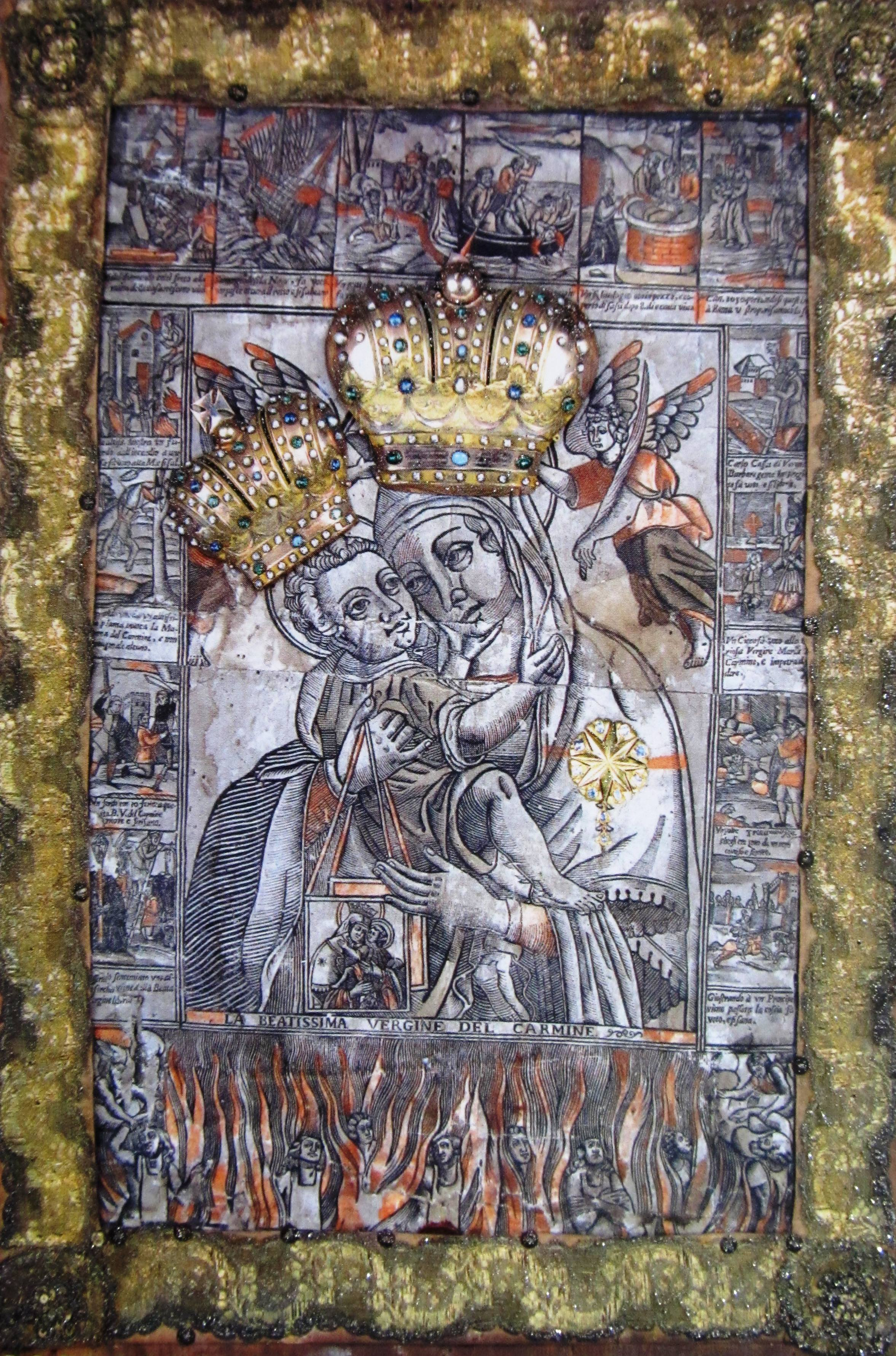
Gnadenbild

Das Bild ist die Darstellung einer Skapulier-Madonna. Die Skapulier-Madonna gehört zu jener Fülle barocker Mariendarstellungen, die von Orden und Bruderschaften bevorzugt wurden. Auf den sogenannten Legitimationsbildern wird Maria dargestellt, die dem jeweiligen Ordensgründer oder Stifter ein Zeichen ihrer Huld überreicht. Tatsächlich hält die Madonna von Radna einen Gürtel in den Händen, nicht dargestellt wird, wem dieser überreicht wird. Hinzu kommt, dass die Madonna mit dem Jesuskind von zwei Engeln gekrönt wird. Einer der Engel wurde jedoch durch die 1820 dem Bild hinzugefügten massiven Goldkronen mit Edelsteinen verdeckt. Außerdem enthalten die Darstellungen oben sowie links und rechts am Rand des Bildes Szenen und Inschriften von Begebenheiten, in denen Menschen durch die Gnade der Madonna errettet wurden. Ein tatsächlicher Zusammenhang zu einem Orden kann jedoch nicht nachgewiesen werden. Ebenso wenig beweist die Inschrift unterhalb der Madonna „La Beatissima Vergine Del Carmine“ einen derartigen Zusammenhang.
1779 erhielt das Bild einen wertvollen Schmuck aus Wien, einen silbernen Rahmen, das Werk des offiziellen Goldschmiedes des kaiserlichen Hofes Josef Moser.

#### Orgel

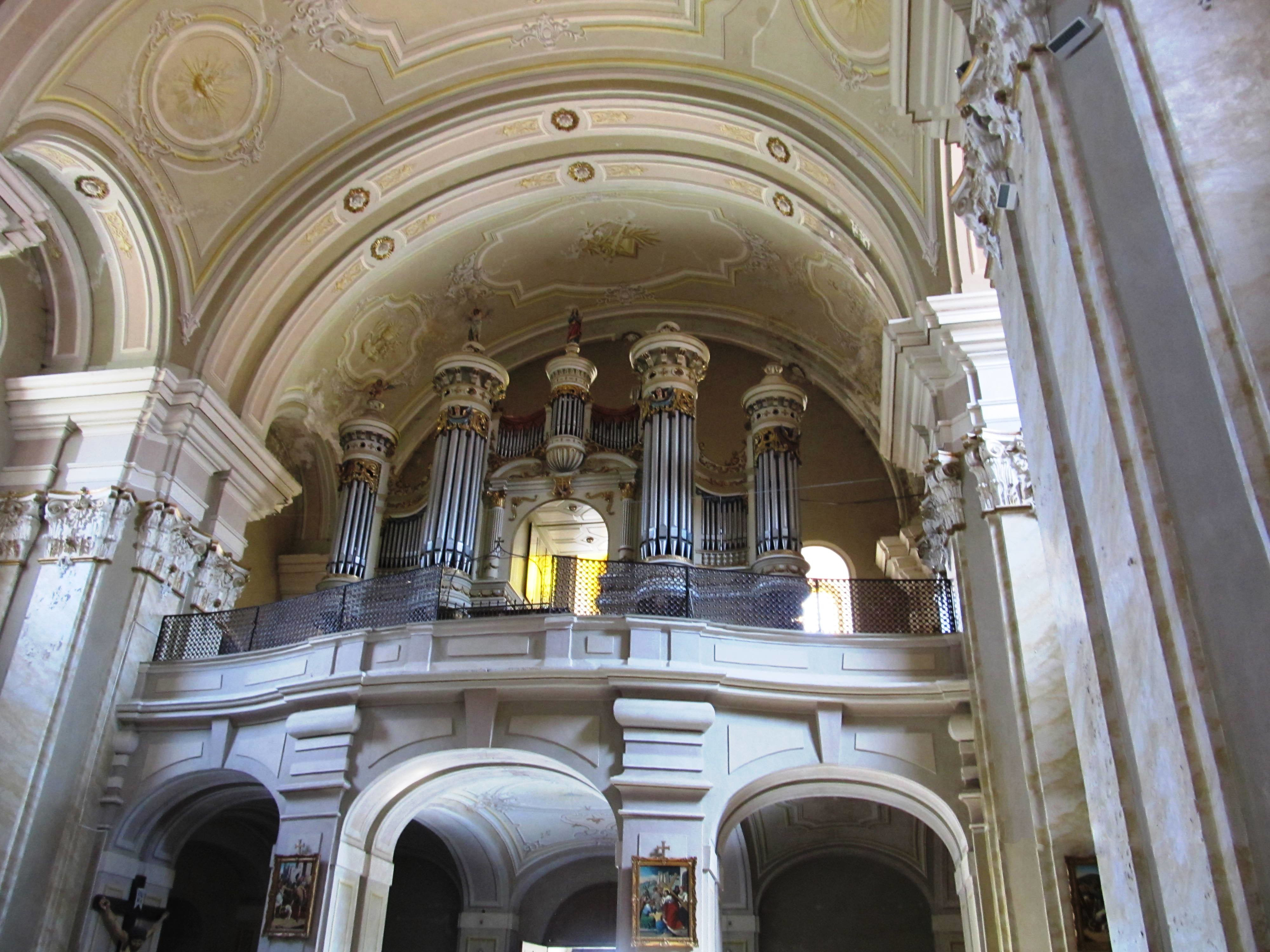
Kirchenorgel

Die Wallfahrtskirche der Franziskaner in Maria Radna hatte kein eigenes Kirchenmusikensemble, es wurden gelegentlich höhere Besuche und zu wichtigeren Festtagen Kirchenmusiker, Instrumentalisten und Chöre aus Arad, Lipova und Temeswar eingeladen. Bei Wallfahrten wurden die Kirchenlieder auf der Orgel begleitet, und mit steigender Zahl der Pilger nach 1900 wurde ein größeres Instrument benötigt.
1797/98 hatte der Temesvárer Orgelbauer Franz Anton Wälter eine Orgel mit 20 Registern erbaut. In den nachfolgenden Jahren bemühten sich zwei Mitglieder des Franziskanerordens, Frater Simon Sangl und Frater Ignatius Lehnerum, um die Instandhaltung der Orgel. Sangl erbaute 1818 selbst eine kleine Orgel für die Wallfahrtskirche, später war er in den Klöstern von Arad und Wukowa tätig. Im Jahre 1854 wurde Orgelbauer Stephan Hechinger aus Wien beauftragt, die Orgel zu reparieren und zu stimmen.
1893 wurde zum ersten Mal den Temesvárer Orgelbauer Carl Leopold Wegenstein mit dieser Aufgabe betraut, der in den nächsten Jahren kleinere Reparaturen durchführte. Vermutlich war dies der Grund, weshalb 1905 eine neue Orgel von Wegenstein gebaut wurde. Das Gehäuse der Orgel ist in Weiß und Gold gefasst. Die Orgel gilt als Meisterwerk Wegensteins.

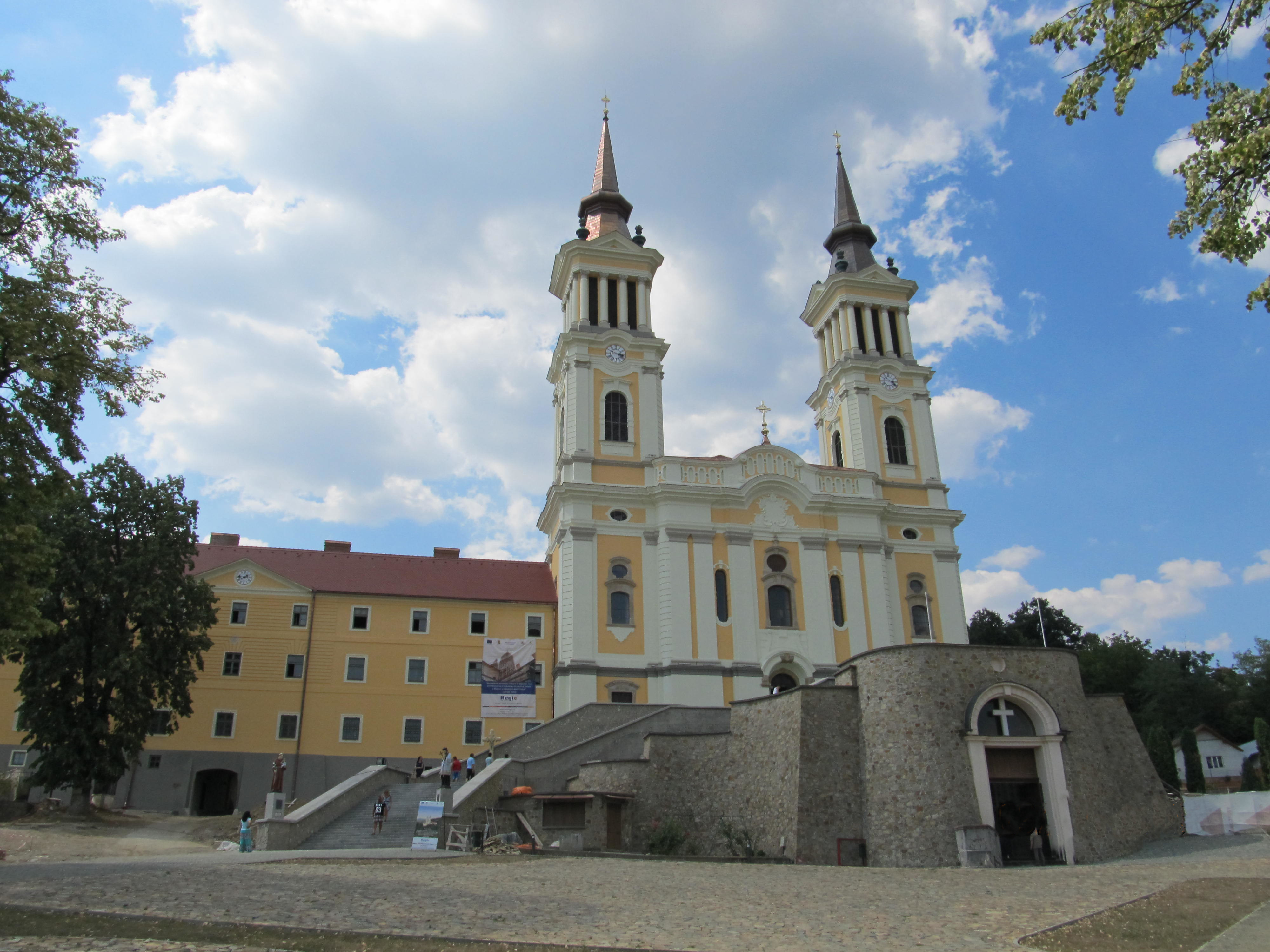
Kirche und Kloster

### Franziskanerkloster
Die Errichtung der Wallfahrtskirche erfolgte auf der Nordseite der Klosteranlage. Dabei ragen West- und Ostseite aus dem quadratischen Grundriss der Klosteranlage heraus. Die Gebäude des Klosters, bestehend aus 68 Räumlichkeiten, wurden dreigeschossig errichtet. In der formalen Auffassung entsprechen sie den in der spättheresianischen und vor allem josephinischen Zeit errichteten Verwaltungs- und Militärgebäuden. Langgestreckte Fassaden werden nur durch Fensterfluchten gegliedert und horizontal betont. Lediglich ein dreieckiger Giebelaufsatz auf dem unteren Dachgesims an der Außenfassade des Ostflügels unterbricht die Eintönigkeit der Fassadenansicht. Im Gegensatz zu diesen einfachen Formen wurde der Innenhof aufwendiger gestaltet. Alle Etagen wurden mit Arkaden versehen. Die Bauten mussten dem aufsteigenden Gelände angepasst werden, so dass das Gebäude des Ostflügels 20 Meter, der Westflügel nur 15 Meter hoch ist.

## Baugeschichte

### Kirchenbau
Der Aufschwung der Wallfahrt zu dem wundertätigen Bild der Muttergottes in Radna initiierte den Neubau einer Wallfahrtskirche, zu der 1756 der Grundstein durch den Dompropst Clemente Rossi gelegt wurde. Hier waren vor allem ortsansässige Baumeister beteiligt. Darüber hinaus arbeiteten die Brüder und vor allem die Laienbrüder des Klosters selbst als Schreiner oder Schmiede am Bau der Kirche mit. Die ersten Entwürfe für die Kirche und die Architekten sind unbekannt. Die Finanzierung des Kirchenbaues erfolgte vor allem durch Spenden. Außerdem wurde ein Teil der Baumaterialien durch die Hofkammer kostenlos bereitgestellt.
Die Maurerarbeiten an der Wallfahrtskirche wurden sukzessive von Westen nach Osten durchgeführt. Bis 1762 war der Altarraum gedeckt, denn bereits in diesem Jahr wurde das Deckenfresko im Chorraum mit der Darstellung der Himmelfahrt Mariä fertiggestellt. Verschiedene Überlieferungen gehen davon aus, dass das Deckengemälde von dem aus Wien stammenden Künstler Ferdinand Schiessl gemalt wurde. 1767 wurde das Gnadenbild mit feierlichen Zeremonien in die neue Kirche übertragen. Im gleichen Jahr wurde der Grundstein für einen der Türme gelegt. Nachdem 1773 die Arader Festungsbaugesellschaft „Arader Fortifikations-Entreprise et Compagnie“ mit den Bauarbeiten beauftragt wurde, kam es zu einer erheblichen Intensivierung der Bauarbeiten in Radna.

### Klosterbau
Im Zusammenhang mit der Errichtung der Kirche in Maria-Radna wurden die Klostergebäude gebaut. Bereits 1727 war der Westflügel der Residenz fertiggestellt. Nach der Erhebung der Residenz zum Konvent 1730 wurde zwischen 1743 und 1747 der Südflügel errichtet. Erst 1823 und 1824 wurde die nahezu quadratische Anlage des Konvents mit etwa 50 Meter Seitenlänge durch den Bau des Ostflügels geschlossen.

### EU-Projekt
Die Basilika war bereits in der sozialistischen Zeit baufällig. 2007 wurde der auf Denkmalpflege spezialisierte Architekt Herbert Habenicht mit der Sanierung der Wallfahrtskirche betraut. Bereits einige Jahre zuvor hatte die Diözese Temeswar das Kirchendach erneuert. Nach einer Bestandsaufnahme 2008 wurden bei den Kirchtürmen statische Probleme festgestellt. Aus diesem Grund wurde Habenicht beauftragt, ein Gesamtkonzept für die Sanierung der Basilika Maria Radna sowie für das in der sozialistischen Zeit zum Altenheim umfunktionierte Kloster zu erstellen. Zusammen mit dem Senior Expert Service (SES) hat Habenicht bei der Europäischen Union einen Förderantrag auf Mittel aus dem Europäischen Fonds für regionale Entwicklung gestellt, der ein Marketingkonzept beinhaltet. Das Konzept zur Renovierung der Kirche und des Klosters ist Teil eines Gesamtprojekts zur Entwicklung des Kulturtourismus. Geplant ist unter anderem ein Informationszentrum für Touristen. Ergänzt werden soll dieses durch ein Wallfahrts-Museum sowie einen Konferenzraum. Vom Ausbau der touristischen Infrastruktur erhoffen sich die Verantwortlichen positive Auswirkungen auf die Wirtschaft und den Arbeitsmarkt der Region.
Am 1. März 2012 unterzeichneten der Minister für Regionalentwicklung und Tourismus, Cristian Petrescu, und der Bischof von Temeswar, Martin Roos, im Beisein des deutschen Botschafters in Rumänien, Andreas von Mettenheim, einen Vertrag zur Finanzierung des Projekts „Entwicklung des kulturellen Tourismus in der Region West durch die Restaurierung von Kirche und Kloster Maria Radna und deren touristische Erschließung“. Damit stehen EU-Gelder in Höhe von 47 Millionen Lei, wovon 34 Millionen nicht rückzuerstatten sind, zur Verfügung.

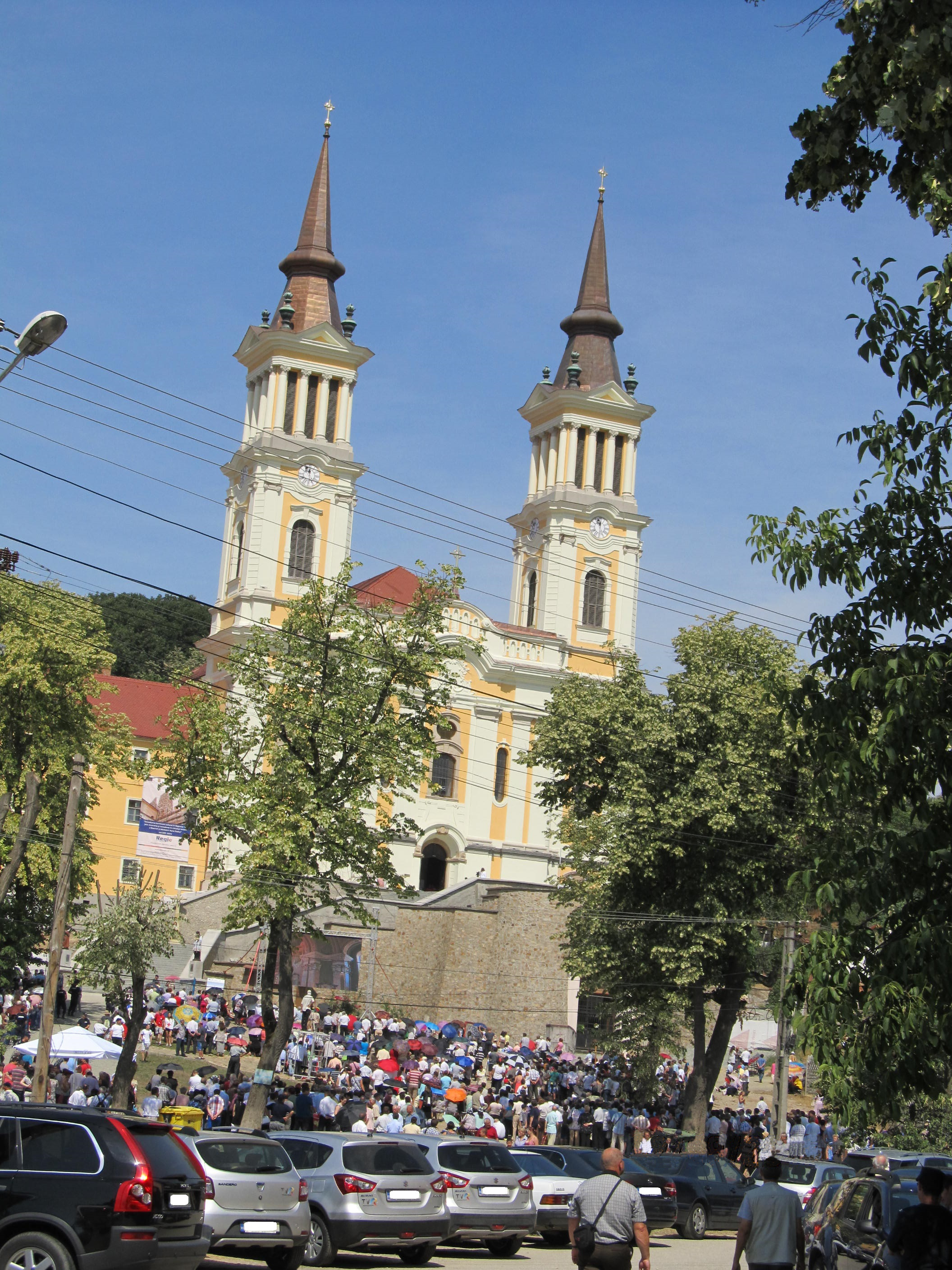
Menschenmenge vor der Wallfahrtskirche bei der feierlichen Segnung der Renovierungsarbeiten am 2. August 2015

Das zehn Millionen Euro schwere Sanierungsprojekt sieht großangelegte Arbeiten vor. Zum einen geht es um die Außenrenovierung der Wallfahrtskirche, aber auch die Außen- und Innenrenovierung des ehemaligen Franziskanerklosters, andererseits stehen auch der Ausbau und die Modernisierung des Platzes vor der Kirche sowie der Bau eines Tourismus-Informationszentrums an. Im touristischen Infozentrum ist ein Raum mit etwa einhundert Sitzplätzen geplant, wo Touristen erste Informationen über die Basilika bekommen werden. Räume für Ausstellungen, eine Bibliothek sowie Konferenzräume soll das ehemalige Franziskanerkloster beherbergen. Die Arbeiten, die im Mai 2013 begonnen haben, sollen voraussichtlich 36 Monate [veraltet] dauern.
Am 2. August 2015 fand die feierliche Segnung der Renovierungsarbeiten der Wallfahrtsbasilika Maria Radna statt. Zur Segnung der Renovierungsarbeiten hat Papst Franziskus, Joachim Kardinal Meisner, den emeritierten Erzbischof von Köln als seinen außerordentlichen Gesandten – missus extraordinarius – delegiert. Die Eröffnung wurde von S.E. Bischof Roos, Bistum Temeswar vorgenommen. An den Eröffnungsfeierlichkeiten nahmen zahlreiche Bischöfe aus ganz Europa teil. Auch Baden-Württembergs Innenminister Reinhold Gall, Bundesbeauftragter Hartmut Koschyk, zahlreiche Banater Schwaben mit ihrem Bundesvorsitzenden Peter-Dietmar Leber und dem deutschen Botschafter Werner Hans Lauk und Konsul Rolf Maruhn. Auch der Abgeordnete der deutschen Minderheiten im rumänischen Parlament Ovidiu Ganț, der sich sehr für eine Förderung der Sanierungsarbeiten aus Mitteln der Europäischen Union einsetzte. Auch der rumänische Präsident Klaus Johannis hatte einen persönlichen Beauftragten nach Maria Radna entsandt.